# Anathema
Anathema este o formație britanică de rock progresiv din Liverpool. Trupa e formată din vocalistul Vincent Cavanagh, chitaristul Daniel Cavanagh, basistul Jamie Cavanagh, tustrei fiind frați, de asemenea din frații John și Lee Douglas, respectiv baterist și vocalist, și Daniel Cardoso la clape din noiembrie 2012.
Formația a fost înființată sub denumirea Pagan Angel în 1990 de cei trei frați Cavanagh, John Douglas și Darren White, ca trupă de death/doom metal.

## Membrii formației
Membri actuali
- Vincent Cavanagh – chitară ritmică și chitară acustică (1990–prezent), vocal (1995–prezent), clape (2011–2012)
- Daniel Cavanagh – chitară, clape, piano (1990–2002, 2003–prezent), vocal și back vocal (2003–prezent)
- John Douglas – baterie (1990–1997, 1998–prezent)
- Jamie Cavanagh – chitară bas (1990–1991, 2001–prezent)
- Lee Douglas – back vocal (1999–prezent), vocal (2003–prezent)
- Daniel Cardoso – clape (2012–prezent; touring musician: 2011–2012)

Foști membri
- Darren White – vocal (1990–1995)
- Duncan Patterson – chitară bas, clape (1991–1998)
- Shaun Steels – baterie(1997–1998)
- Dave Pybus – chitară bas (1998–2001)
- Les Smith – clape (2000–2011)

Muzicieni de turnee
- Martin Powell – clape, vioară (1998–2000)
- George Roberts – chitară bas (2001)

## Discografie

### Albume de studio
- Serenades (1993)
- The Silent Enigma (1995)
- Eternity (1996)
- Alternative 4 (1998)
- Judgement (1999)
- A Fine Day to Exit (2001)
- A Natural Disaster (2003)
- We're Here Because We're Here (2010)
- Weather Systems (2012)
- Distant Satellites (2014)
- The Optimist (2017)

### Demo-uri
- An Iliad of Woes (1990)
- All Faith Is Lost (1991)

### EP-uri
- The Crestfallen (1992)
- Pentecost III (1995)
- Alternative Future (1998)

### Single-uri
- "They Die" (1992)
- "We Are the Bible" (1994)
- "Deep" (1999)
- "Make It Right" (1999)
- "Pressure" (2001)
- "Everything" (2006)
- "A Simple Mistake" (2006)
- "Angels Walk Among Us" (2007)
- "Dreaming Light" (2011)

### Compilații
- Resonance (2001), Peaceville
- Resonance 2 (2002)
- Hindsight (2008)
- Falling Deeper (2011), UK chart peak: No. 168[5]

### Albume live
- A Moment in Time (CD, 2006)
- Untouchable (2013) - Limited Edition 2LP
- Universal (2013) (CD, 2013)

## Videografie

### Promo video
- "Sweet Tears" (1993, from album Serenades)
- "Mine Is Yours" (1994, from album Pentecost III)
- "The Silent Enigma" (1995, from album The Silent Enigma)
- "Hope" (1996, from album Eternity)
- "Pressure" (2001, from album A Fine Day to Exit)
- "Dreaming Light" (2010, from album We're Here Because We're Here)
- "Untouchable, Part 1" (2012, from album Weather Systems)

### Official live
- A Vision of a Dying Embrace (74 min, VHS in 1997 and DVD in 2002, also available through the 2008 re-release of The Silent Enigma (a bonus DVD), Peaceville)
- Were You There? (DVD, 2004, Music for Nations)
- A Moment in Time (DVD, 2006)
- Universal (Blu-ray, DVD, 2013)

### Bootlegs
- Live in London, U.K. (35 min, bootleg, 07.11.1992)
- Live In Istanbul/TURKEY
- Live in Geneve (50 min, bootleg, 23.01.1994)
- Live in Czech (60 min, bootleg, 13.11.1994)
- Live in Białystok, Poland (30 min, bootleg, February 1994)
- Live in Greece (43 min, bootleg, 1999)
- Acoustic Show with Cello in Hungary (88:54 min, bootleg/SBD, Budapest, Hungary, 17.12.2004)